# لیسا-لی پاکوستا
لیسا-لی پاکوستا (استونیایی: Liisa-Ly Pakosta؛ زادهٔ ۳ سپتامبر ۱۹۶۹) سیاستمدار و نماینده مجلس اهل استونی بود.